# Bacuag
Bacuag è una municipalità di quinta classe delle Filippine, situata nella Provincia di Surigao del Norte, nella Regione di Caraga.
Bacuag è formata da 9 baranggay:
- Cabugao
- Cambuayon
- Campo
- Dugsangon
- Pautao
- Payapag
- Poblacion
- Pungtod
- Santo Rosario